# Glaive (1908)
Glaive – francuski niszczyciel z okresu I wojny światowej, typu Branlebas.
Razem z bliźniaczym "Poignard" był zbudowany przez stocznię w Rochefort. Okręt wodowano 10 września 1908. Nazwa oznaczała: glewia.
Podczas I wojny światowej służył głównie na kanale La Manche. 12 sierpnia 1917 eskortował pierwszy amerykański konwój do Brestu (wraz z "Gabion"). Został skreślony z listy floty 13 lutego 1932 roku i złomowany.